# Brandon Routh
Brandon James Routh (Des Moines (Iowa), 9 oktober 1979) is een Amerikaans acteur. Hij won voor zijn hoofdrol in Superman Returns zowel de Saturn Award voor beste acteur als die voor opkomend talent.
Routh studeerde aan de Universiteit van Iowa en was te zien in verschillende producties van het Norwalk Theater of Performing Arts. Zijn eerste televisierol was een eenmalige gastrol in de ABC-serie Odd Man Out in 1999. In 2006 debuteerde Routh op het witte doek, toen hij Superman/Clark Kent speelde in Superman Returns en tevens rollen had in de films Karla en Denial.
Routh trouwde in november 2007 met Courtney Ford, een actrice die voornamelijk eenmalige gastrollen speelde in series als How I Met Your Mother, Criminal Minds en Cold Case. Samen hebben ze een zoon.

## Filmografie
- Anastasia: Once Upon a Time (2020)
- Legends of Tomorrow (2016-2020)
- Arrow (2013-2020)
- Dylan Dog (2010)
- Chuck (2010, televisieserie)
- Unthinkable (2009)
- Table for Three (2009)
- Life Is Hot in Cracktown (2009)
- Zack and Miri Make a Porno (2008)
- Lie to Me (2008)
- Superman Returns (2006)
- Denial (2006)
- Karla (2006)
- Awesometown (2005, televisiefilm)

- Biblioteca Nacional de España: XX4865101
- Bibliothèque nationale de France: cb15551634z (data)
- Gemeinsame Normdatei: 140655298
- International Standard Name Identifier: 0000 0001 1470 3602
- Library of Congress Control Number: no2006127576
- Nationale Bibliotheek van Tsjechië: xx0050965
- Nationale Bibliotheek van Israël: 987007384424205171
- Nederlandse Thesaurus van Auteursnamen: 296555347
- Virtual International Authority File: 32310328
- WorldCat: E39PBJrGBCfmmdrh8KfGmgWYyd